# Ptychadena taenioscelis
Espèce
Synonymes
- Ptychadena smithi Guibé, 1960

Statut de conservation UICN

 LC  : Préoccupation mineure
Ptychadena taenioscelis est une espèce d'amphibiens de la famille des Ptychadenidae.

## Répartition
Cette espèce est endémique du centre-Sud de l'Afrique. Elle se rencontre en Afrique du Sud, en Angola, au Botswana, au Gabon, au Kenya, au Malawi, au Mozambique, en Namibie, en République démocratique du Congo, en République du Congo, en Tanzanie et en Zambie,.

## Publication originale
- Laurent, 1954 : Etude de quelques espèces méconnues du genre Ptychadena. Annales du Musée Royal du Congo Belge, Sciences Zoologiques, Tervuren, vol. 34, p. 7-34.